# Профундал
Профундал (од лат. profundus, дубок) је животна заједница у екосистемима стајаћих вода, која се налази испод зоне у коју продире светлост. Најчешће профундал почиње на дубинама око 200 m, испод термоклине. Температура воде у профундалу је константна (4,01°C), а притисак висок. Дно профундала покривено је дебелим слојем муља.
Састав животне заједнице се драстично разликује од зоне изнад, јер одсуство светлости узрокује недостатак фотосинтетичких организама. Најбројнији организми у профундалу су бактерије и хетеротрофни протисти.